# Cedeño (Monagas)
Pour les articles homonymes, voir Cedeno.
Cedeño est l'une des treize municipalités de l'État de Monagas au Venezuela. Son chef-lieu est Caicara de Maturín. En 2011, la population s'élève à 34 463 habitants.

## Géographie

### Subdivisions
La municipalité possède trois paroisses civiles et une parroquia capital, traduite ici par « capitale » (en italiques et suivie d'une astérisque) avec, chacune à sa tête, une capitale (entre parenthèses) :
- Areo (Areo) ;
- Capitale Cedeño * (Caicara de Maturín) ;
- San Félix (San Félix) ;
- Viento Fresco (Viento Fresco).